# Nicolás Keszei
Nicolás Keszei (en húngaro: Keszei Miklós) (? - diciembre de 1366) trigésimo séptimo arzobispo de Estrigonia, canciller real húngaro. 

## Biografía
Nicolás Keszei era descendiente de una familia de caballeros germánicos que arribó al reino húngaro en el siglo XII. Su padre era Clemente, y tenía tierras en la provincia de Sopron.
Nicolás comenzó su carrera eclesiástica como párroco de Szalacs, y canónigo de Zagreb, volviéndose en 1349 gran prepósito de Estrigonia. En 1350 es mencionado con el adjetivo de "abbas", es decir abad. En 1351 obtuvo del rey húngaro la propiedad de Kesző que dio origen a su cognomen. Entre 1349 y 1350 se convierte en ispán de la capilla real, canciller secreto. En 1351 es nombrado obispo de Nitra y el 10 de febrero de 1367 arzobispo de Kalocsa. Según Kollányi, antes de haber ocupado el obispado de Nitra fue transferido a Zagreb el 13 de enero de 1350.
Luego de que en 1358 quedase vacante la silla arzobispal de Estrigonia, fue puesto a la cabeza de dicha jefatura. En 1350 acompañó al rey Luis I de Hungría en su campaña militar contra Nápoles, y en Aversa como obispo, se quejó ante el Papa Inocencio IV en San Winkler, que por lo alejada que se encuentra la sede de Kalocsa pocos la visitan, por lo cual pidió el permiso para 4-5 perdones.
La última mención de Nicolás es en diciembre de 1366, y ya a comienzos de 1367 Tomás Telegdi ya aparece como arzobispo de Estrigonia.